# سنت مارگارتز ات کلیف
سنت مارگارتز ات کلیف (به انگلیسی: St Margaret's at Cliffe) یک روستا و محله مدنی در بریتانیا است که در Dover واقع شده‌است. سنت مارگارتز ات کلیف ۲٬۴۹۹ نفر جمعیت دارد.